# Северное (Тимирязевский район)
Северное (каз. Северное) — упразднённое село в Тимирязевском районе Северо-Казахстанской области Казахстана. Входило в состав Докучаевского сельского округа. Исключено из учётных данных в 2024 году.
Код КАТО — 596239200.

## История
Указом ПВС Казахской ССР от 16.08.1971 года посёлку центральной усадьбы совхоза «Докучаевский» присвоено наименование село Северное.

## Население
В 1999 году население села составляло 111 человек (59 мужчин и 52 женщины). По данным переписи 2009 года, в селе проживало 42 человека (23 мужчины и 19 женщин).